# Milk and Honey (zespół muzyczny)

Rozkład głosów dla reprezentantów Izraela na Eurowizji 1979

Milk and Honey (hebr. חלב ודבש Chalaw u-Dewasz) – izraelski zespół muzyczny, który zwyciężył w Konkursie Piosenki Eurowizji w 1979.

## Historia
Milk and Honey powstał w 1979 specjalnie z myślą o 24. Konkursie Piosenki Eurowizji, po tym jak zespół Hakol Over Habibi odrzucił wykonanie piosenki „Hallelujah”, skomponowanej przez Kobiego Oszrata, ze słowami napisanymi przez Szimrit Orr.
W skład zespołu weszło trzech muzyków: Re’uwen Gwitrz, Szmulik Bilu i Jehuda Tamir. Na odbywającym się 31 marca 1979 w Jerozolimie festiwalu zespół reprezentował Izrael wspólnie z wokalistką Gali Atari. Zdobyli 125 punktów i pokonawszy reprezentantki Hiszpanii – Betty Missiego (116 pkt) i Francji – Anne-Marie David (106 pkt), zwyciężyli w konkursie. Było to drugie zwycięstwo reprezentantów Izraela startujących w Konkursie Piosenki Eurowizji od 1973; rok wcześniej triumfowali Jizhar Kohen z zespołem Alphabeta.

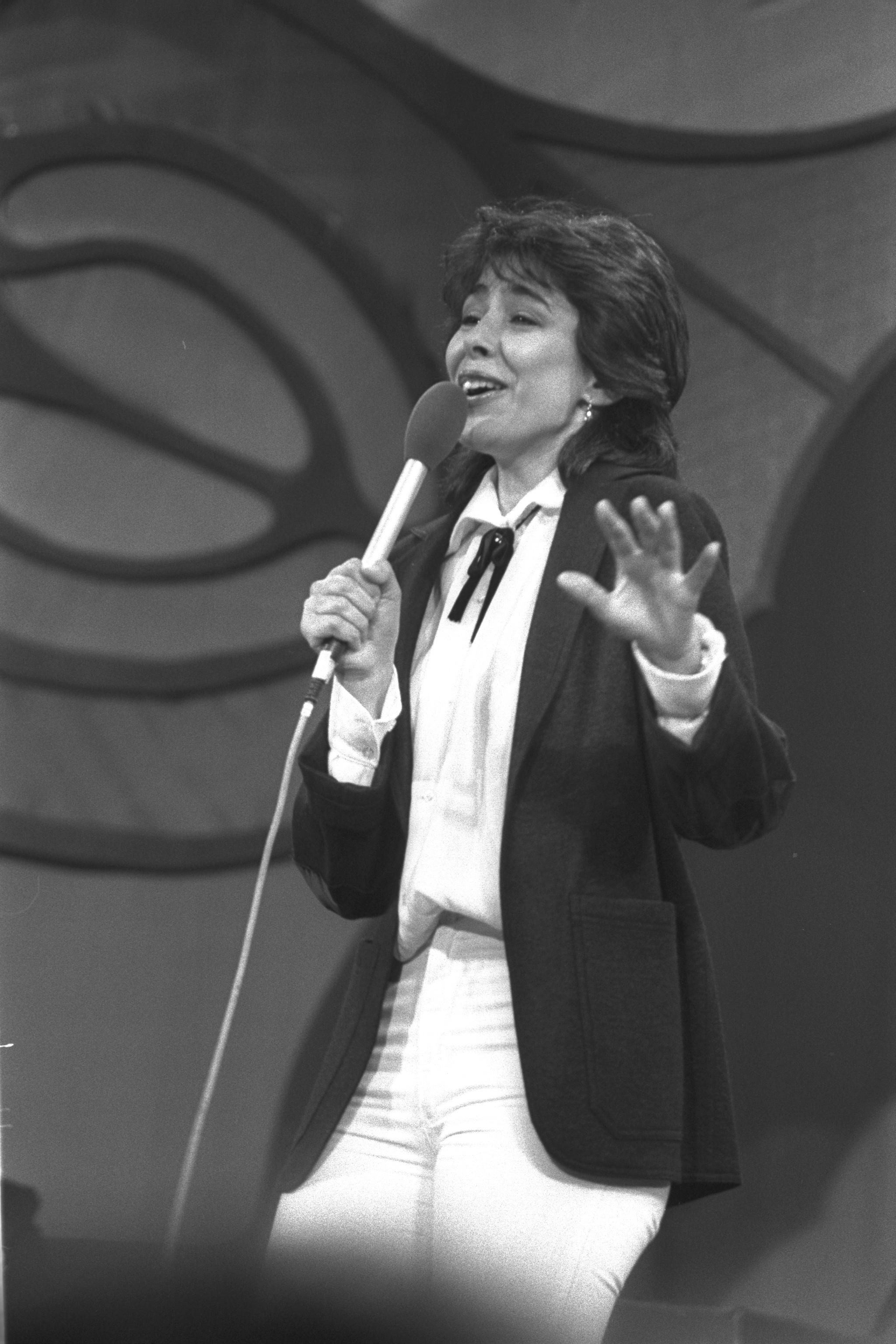
Współpracująca z zespołem Gali Atari (1981)

W związku z sukcesem w Eurowizji zespół wystąpił w międzynarodowych programach telewizyjnych, m.in. w brytyjskim Top of the Pops i podjął współpracę z wytwórnią Polydor Records. „Hallelujah” wydane jako singel dotarło w kwietniu 1979 do pozycji 5. w UK Singles Chart. Piosenka stała się międzynarodowym przebojem i doczekała się wielu wersji w różnych językach. Ukazało się kilkadziesiąt wersji singla. W 1979 opublikowano jeszcze single „Goodbye New York”, „Isn’t It Magic” i „Adios Amigos” oraz album Milk and Honey with Gali. Wszystkie te wydawnictwa sygnowane były jako Milk and Honey with Gali. W 1980 ukazał się singel „Electric Money” wydany w zachodniej Europie. Jeszcze w tym samym roku wydany został w Izraelu drugi album zespołu zatytułowany 2. W 1981 Atari zakończyła współpracę z zespołem, do którego dołączyła Lea Lupatin. W 1981 ukazał się kolejny singel „Miss America”, na którym – jako żeński głos – pojawiła się Lupatin. Dwukrotnie jeszcze zespół starał się wystartować w konkursie Eurowizji, przegrywał jednak krajowe eliminacje – w 1981 z piosenką „Serenada” (4. miejsce), zaś w 1989 z utworem  „Ani Ma’amin”. Ponadto Tamir próbował swych sił indywidualnie.
W 1994 Milk and Honey i Gali Atari wydali w Izraelu płytę Szire ha-Szirutrom 1980–1993, we współpracy z kompozytorem Szelomo Gronichem i zespołem Teapacks. W 1995 ukazał się album kompilacyjny Greatest Hits, wydany nakładem Phonokol Records.
W 1999 „Hallelujah” została wykonana na koniec finału 44. Konkursu Piosenki Eurowizji, odbywającego się ponownie w Jerozolimie, przez wszystkich uczestników widowiska.
W 2009, z okazji trzydziestolecia powstania zespołu, Milk and Honey wystąpili na festiwalu kultury w Tel Awiwie. W maju 2018 Milk and Honey zaśpiewali „Hallelujah” w specjalnej wersji, podczas obchodów 70. rocznicy ogłoszenia proklamacji niepodległości Izraela. Do utworu został dodany fragment upamiętniający przeniesienie do Jerozolimy amerykańskiej ambasady.
Shmulik Bilu zmarł 31 grudnia 2023 roku w szpitalu Ichilov w Tel Awiwie w wieku 71 lat.

## Dyskografia

### Single
- 1979: „Hallelujah”[4]
- 1979: „Goodbye New York”[4]
- 1979: „Isn’t It Magic”[4]
- 1979: „Adios Amigos”[4]
- 1980: „Electric Money”[4]
- 1981: „Miss America”[4]

### Albumy
- 1979: Milk and Honey with Gali[4]
- 1980: 2[4]
- 1994: Szire ha-Szirutrom 1980–1993[10]
- 1995: Greatest Hits[4]